# Tahsin Özkan

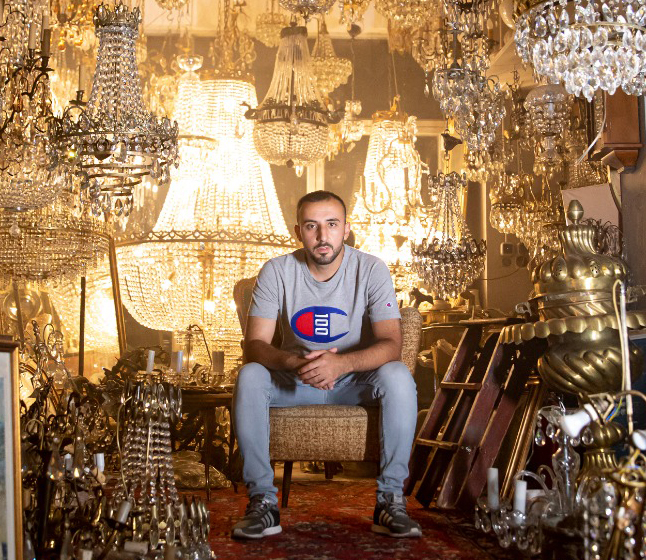
Tahsin Özkan am Set des Musikvideos „Es tut mir nicht leid“ von Massiv und Manuellsen

Tahsin Özkan (* 4. November 1988 in Berlin-Wedding) ist ein deutscher Regisseur, Produzent, Kameramann, Filmeditor und Medienpädagoge.

## Werdegang
Tahsin Özkan wurde 1988 in Berlin-Wedding geboren. Dort besuchte er die Willy-Brandt-Oberschule und erstellte nebenbei Videos. 2008 gewann er mit Wie blind muss man sein? beim Kurzfilm-Wettbewerb Verknallt an Silvester, mit dem die Berliner Feuerwehr, die AOK und Vivantes auf die Gefahr durch Böller hinweisen wollten. Er investierte das Preisgeld in Video-Equipment und absolvierte eine Ausbildung zum Mediengestalter an dem Oberstufenzentrum Kommunikations-, Informations- und Medientechnik, die er 2009 abschloss. Ein anschließendes Studium der Medieninformatik an der Beuth Hochschule für Technik Berlin musste er 2012 nach dem Tod seines Vaters abbrechen, um das Psychologiestudium seiner Schwester und das Medizinstudium seines Bruders zu finanzieren.
Bereits neben seiner Ausbildung begann sich Özkan ehrenamtlich im Soldiner Kiez in Berlin-Wedding zu engagieren. Im Rahmen des Jugendprojekts „Kingz of Kiez“ des Bildungs- und Beschäftigungsträgers puk a malta gGmbH gab er Jugendlichen Workshops zu den Themen Film und Videobearbeitung. 2010 gingen aus dem Projekt 21 Musikvideos sowie 58 Kurz-Clips der Reihe „One minute one Track“ hervor. Auf diesem Weg lernte der Regisseur die noch jugendlichen Rapper Samra, King Khalil, Ngee und Hayat kennen. Als Teil des Projekts erhielt Özkan 2012 den Hauptpreis des Hauptstadtpreis für Integration und Toleranz.
Parallel zu seinem Engagement machte sich Tahsin Özkan als Videoproduzent selbstständig. Für den Rapper Alpa Gun drehte er erste Musikvideos und entwickelte für ihn das YouTube-Format „Alpa Gun TV“, das auf dem Kanal von Major Movez erschien. Durch den Kontakt zum Label und dessen Inhaber DJ Gan-G erhielt er die Möglichkeit, Videos für Rapper wie PA Sports, Kianush, Silla und Mosh36 zu drehen. 2015 entstand unter Özkans Regie das Video zu Es rappelt im Karton aus Kool Savas’ Album Märtyrer. Für seine Mitarbeit erhielt er seine erste Goldene Schallplatte.
Weitere Musikvideos entstanden für Bushido, Shindy, Fler, Jalil und Ali Bumaye. Anlässlich der Tourneen zu den Alben Carlo Cokxxx Nutten 3 und Classic entwickelte Özkan Tour-Blogs für Bushidos YouTube-Kanal. Für seine Mitwirkung an Classic erhielt er seine zweite Goldene Schallplatte. Ab 2016 produzierte er Musikvideos für Eko Fresh, Mert, Ra’is und Dú Maroc. Für die Regie des Videos Rolex von Capital Bra, KC Rebell und Summer Cem wurde er mit einer weiteren Goldenen Schallplatte ausgezeichnet. 2021 übernahm Özkan alle Videoproduktionen zu Ghetto, dem Kollaboalbum von Massiv und Manuellsen.
Neben seiner freiberuflichen Arbeit der Videoproduktion war Özkan für verschiedene Fernsehproduktionen tätig. 2012 begann er zunächst als Set-Runner und schließlich als Regieassistent für das RTL-2-Format Der Jugendclub – Gemeinsam sind wir stark der Produktionsfirma Imago TV Film- und Fernsehproduktion GmbH zu arbeiten. 2017 drehte er für den Fußballspieler Kevin-Prince Boateng den Imagefilm Kevin-Prince Boateng – Born to perform. Seit demselben Jahr ist er für den Kinderfernsehsender KiKA aktiv, für den er Ausgaben der Wissenssendung Timster umsetzte. Zudem steuerte er für die TNT-Produktion 4 Blocks die Drohnen-Aufnahmen bei.

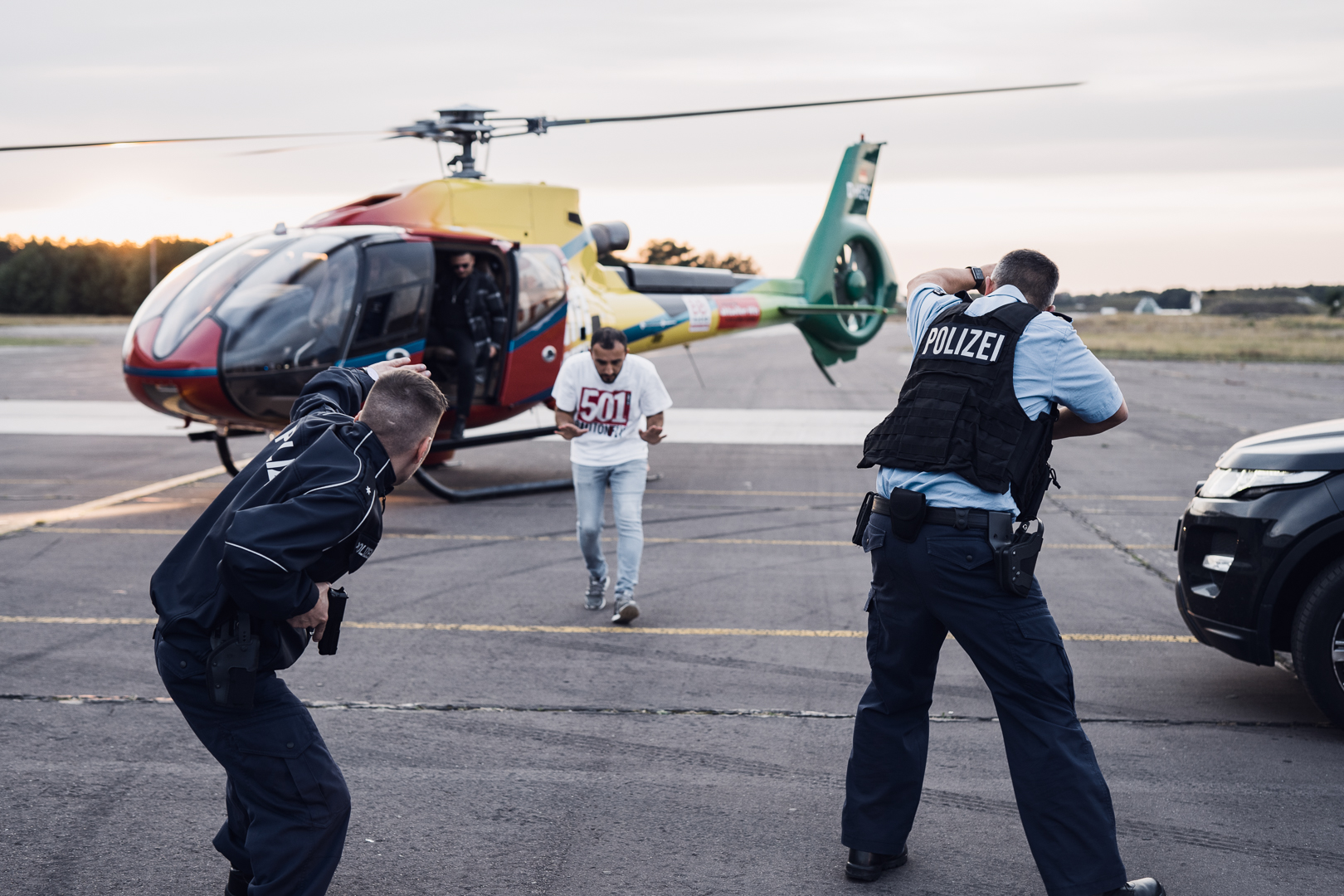
Tahsin Özkan beim Videodreh mit Maître Gims
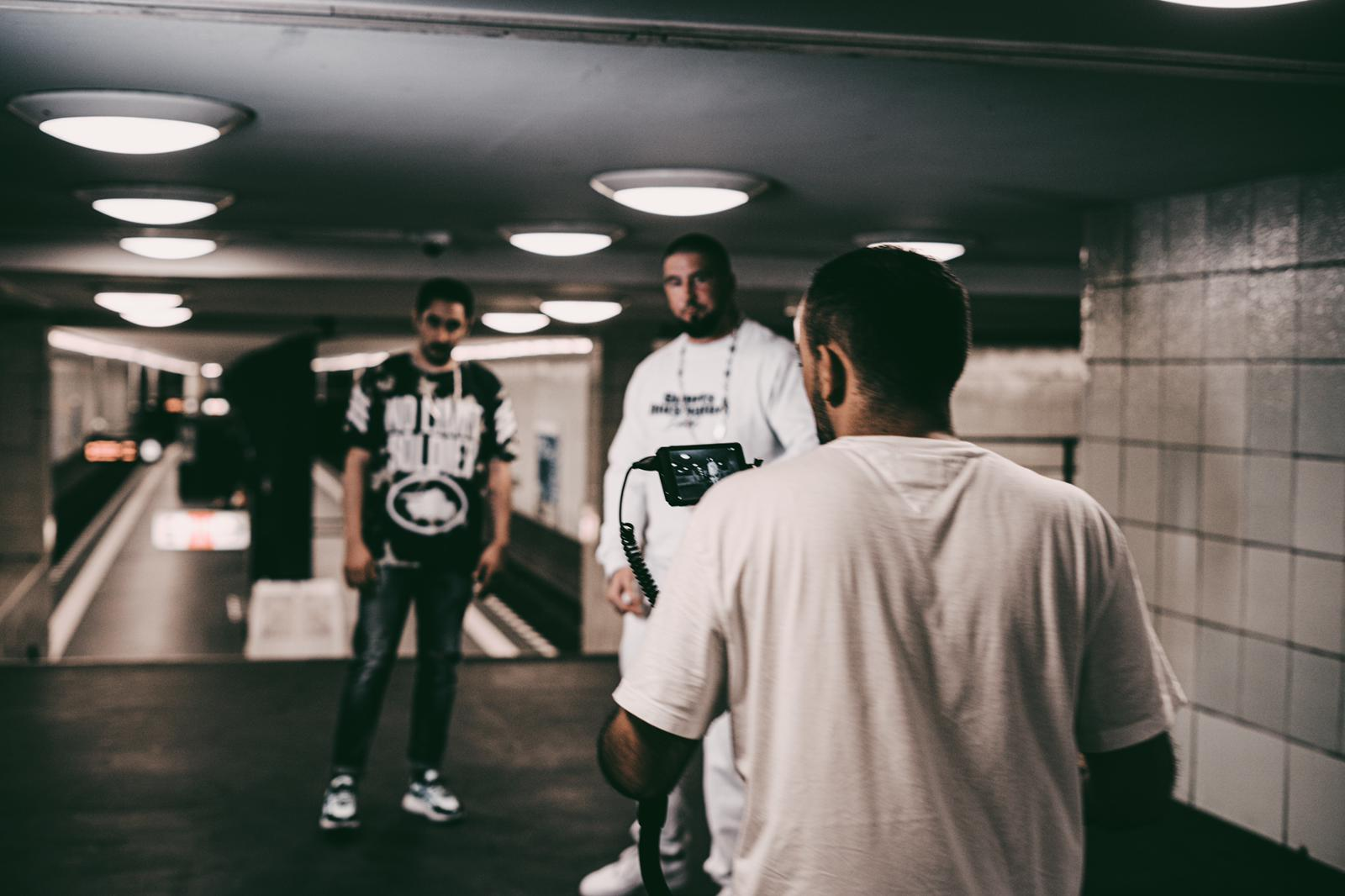
Özkan (rechts) mit Eko Fresh und Silla am Set von Unsterblich
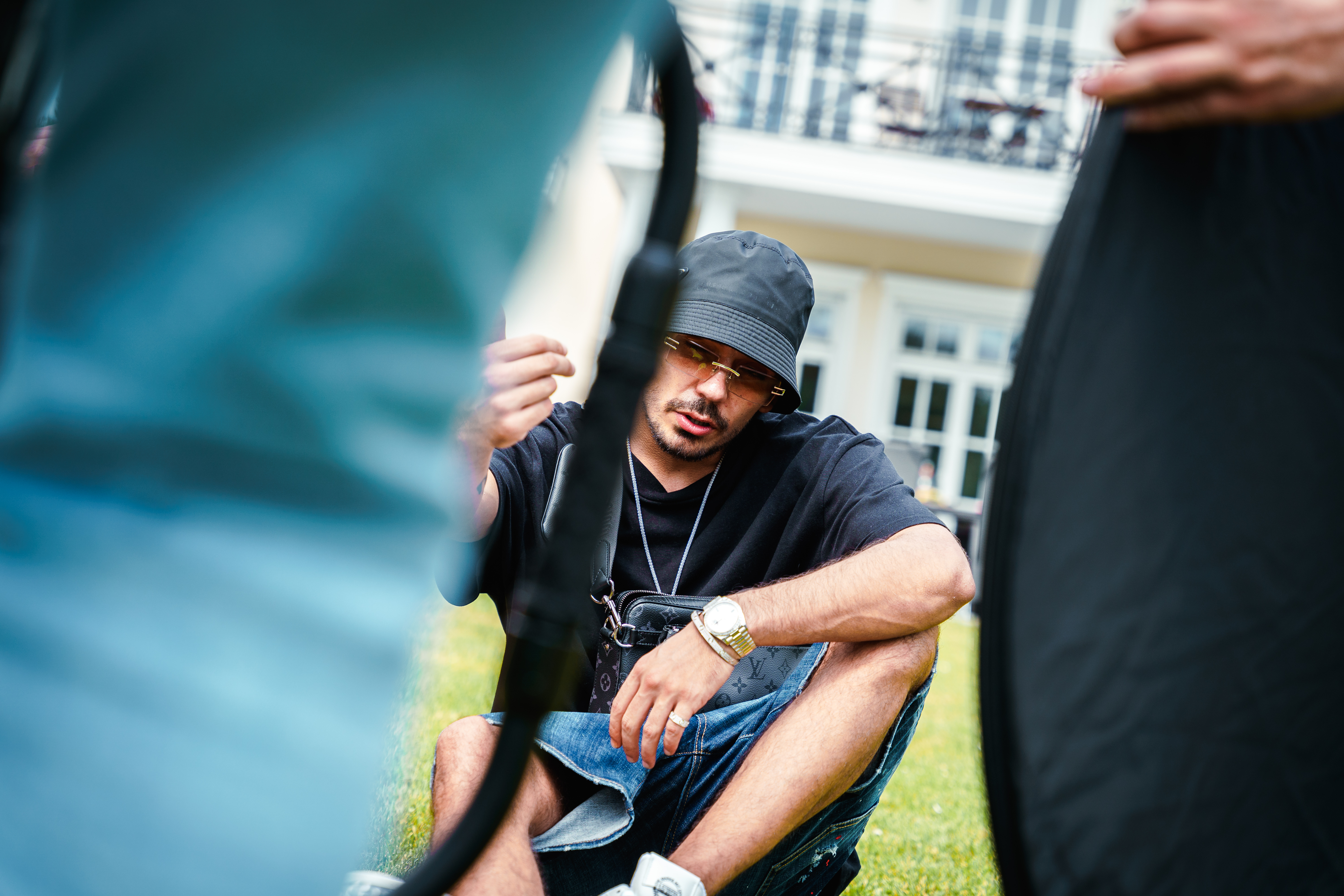
Videodreh mit Capital Bra
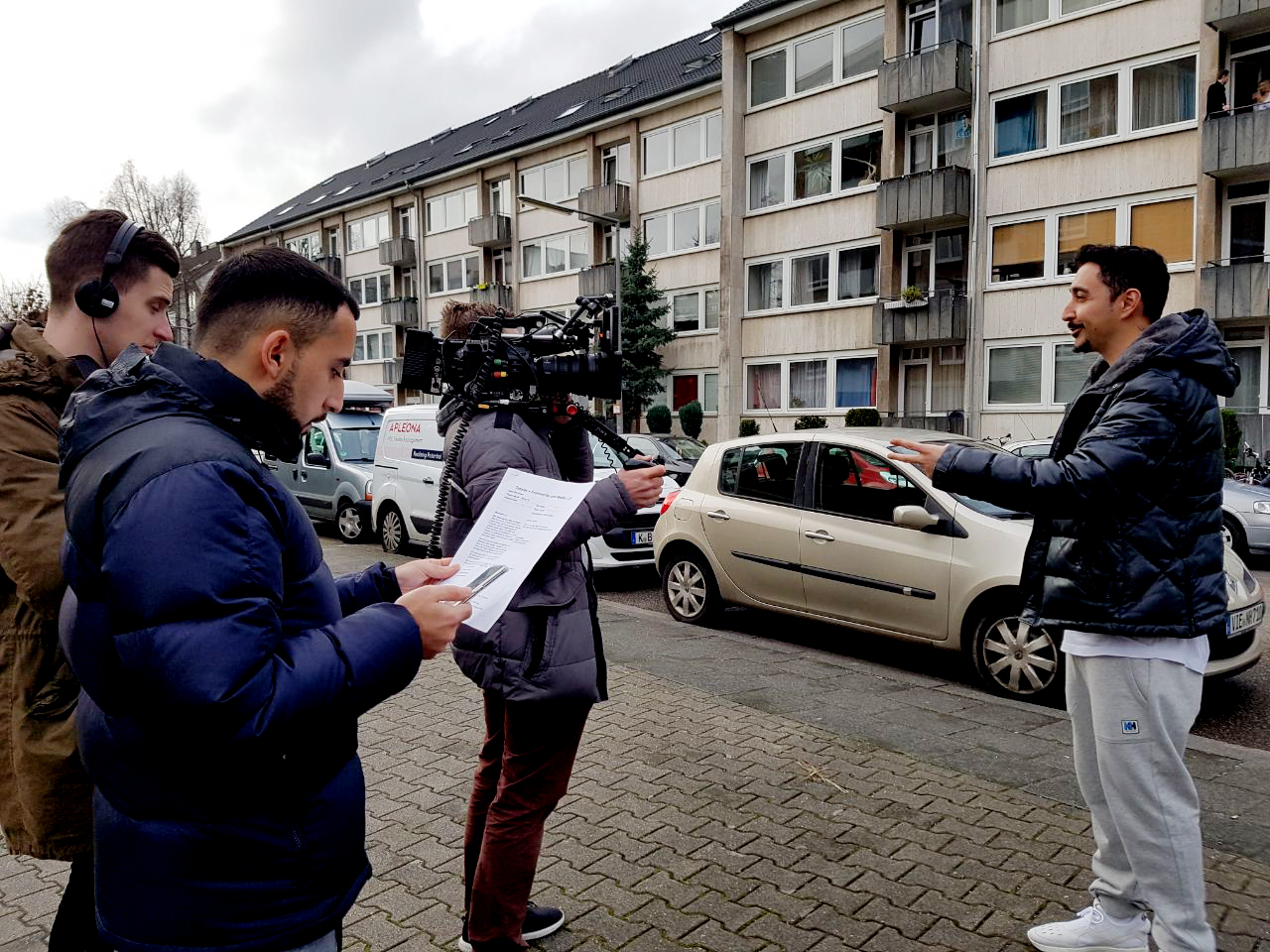
Dreh für das KiKa-Format Timster mit Eko Fresh

## Filmografie

### Musikvideos
| Veröffentlichung | Künstler                              | Song                             | Aufgabenbereiche          | Quellen      |
| ---------------- | ------------------------------------- | -------------------------------- | ------------------------- | ------------ |
| 2012             | Mudi                                  | Verrückte Welt                   | Regie, Kamera und Schnitt | [ 30 ]       |
| 2013             | PA Sports                             | Die Reise geht los               | Regie, Kamera und Schnitt | [ 7 ]        |
| 2014             | Alpa Gun                              | Für dich Vater                   | Regie, Kamera und Schnitt | [ 31 ]       |
| 2014             | Alpa Gun und Mehrzahl Marashi         | Nicht zu spät                    | Regie, Kamera und Schnitt | [ 32 ]       |
| 2014             | Alpa Gun, Kurdo und Dú Maroc          | Lass Ma                          | Regie, Kamera und Schnitt | [ 23 ]       |
| 2014             | Ali Bumaye                            | Voll süß aber                    | Regie, Kamera und Schnitt | [ 15 ]       |
| 2014             | Amar                                  | Erstens kommt es anders          | Regie, Kamera und Schnitt | [ 33 ]       |
| 2014             | Mosh36                                | Chill Maa                        | Regie, Kamera und Schnitt | [ 10 ]       |
| 2015             | Mosh36                                | Masterplan                       | Regie, Kamera und Schnitt | [ 34 ]       |
| 2015             | PA Sports                             | 250 Bars Payback                 | Regie, Kamera und Schnitt | [ 35 ]       |
| 2015             | Fler und Jalil                        | Zur selben Zeit                  | Regie, Kamera und Schnitt | [ 3 ] [ 14 ] |
| 2015             | Bushido und Ali Bumaye                | BLN                              | Regie, Kamera und Schnitt | [ 36 ]       |
| 2015             | BTNG                                  | Hier                             | Regie und Schnitt         | [ 37 ]       |
| 2015             | Kool Savas                            | Rappelt im Karton                | Regie, Kamera und Schnitt | [ 11 ]       |
| 2015             | PA Sports                             | Zendegi                          | Regie, Kamera und Schnitt | [ 38 ]       |
| 2015             | PA Sports und Manuellsen              | Alemania Westside                | Regie, Kamera und Schnitt | [ 39 ]       |
| 2015             | Bushido und Shindy                    | G$D                              | Regie, Kamera und Schnitt | [ 3 ] [ 13 ] |
| 2015             | Bushido und Shindy                    | Cla$$ic                          | Schnitt                   | [ 40 ]       |
| 2015             | Silla                                 | G.O.D.                           | Regie, Kamera und Schnitt | [ 9 ]        |
| 2015             | Kianush                               | One Way Ticket                   | Regie, Kamera und Schnitt | [ 8 ]        |
| 2016             | Kianush                               | 2 Welten                         | Regie, Kamera und Schnitt | [ 41 ]       |
| 2016             | Massiv                                | Die Strasse hat mich nie geliebt | Regie, Kamera und Schnitt | [ 42 ]       |
| 2016             | Massiv und Eko Fresh                  | All you can eat                  | Regie, Kamera und Schnitt | [ 20 ]       |
| 2016             | Capital Bra und King Khalil           | Kuka Habibi                      | Regie, Kamera und Schnitt | [ 43 ]       |
| 2016             | PA Sports und Einfach Sinan           | Makellos                         | Regie, Kamera und Schnitt | [ 44 ]       |
| 2016             | Kool Savas                            | Auge                             | Regie, Kamera und Schnitt | [ 45 ]       |
| 2017             | Massiv                                | Sägewerk                         | Regie, Kamera und Schnitt | [ 46 ]       |
| 2017             | Silla                                 | Blumenbeet                       | Regie, Kamera und Schnitt | [ 47 ]       |
| 2018             | Silla                                 | Vergiss                          | Regie, Kamera und Schnitt | [ 48 ]       |
| 2018             | Dú Maroc                              | Intro                            | Regie, Kamera und Schnitt | [ 49 ]       |
| 2019             | Mert Abi                              | Modus Mio                        | Regie, Kamera und Schnitt | [ 21 ]       |
| 2019             | Mert Abi                              | Boxerschnitt                     | Regie, Kamera und Schnitt | [ 50 ]       |
| 2019             | Massiv                                | Malika                           | Regie, Kamera und Schnitt | [ 51 ]       |
| 2019             | Silla                                 | Yuri Boyka                       | Regie, Kamera und Schnitt | [ 52 ]       |
| 2019             | Silla                                 | Tempelhof Samurai                | Regie, Kamera und Schnitt | [ 53 ]       |
| 2019             | Capital Bra, KC Rebell und Summer Cem | Rolex                            | Regie                     | [ 24 ]       |
| 2020             | Mert und Alpa Gun                     | Ausländer                        | Regie, Kamera und Schnitt | [ 54 ]       |
| 2020             | Silla                                 | Kopfkino                         | Regie, Kamera und Schnitt | [ 55 ]       |
| 2020             | Silla und Eko Fresh                   | Unsterblich                      | Regie, Kamera und Schnitt | [ 56 ]       |
| 2020             | Ra'is                                 | Sem7ini Mama                     | Regie, Kamera und Schnitt | [ 22 ]       |
| 2020             | Fero und Joker Bra                    | KaDeWe                           | Regie, Kamera und Schnitt | [ 57 ]       |
| 2020             | Mert                                  | Gewitter                         | Regie, Kamera und Schnitt | [ 58 ]       |
| 2021             | Massiv und Manuellsen                 | Ghetto                           | Regie, Kamera und Schnitt | [ 59 ]       |
| 2021             | Massiv und Manuellsen                 | Heimatland                       | Regie, Kamera und Schnitt | [ 60 ]       |
| 2021             | Massiv und Manuellsen                 | Ghettorisiert                    | Regie, Kamera und Schnitt | [ 61 ]       |
| 2021             | Massiv und Manuellsen                 | Denkmal                          | Regie, Kamera und Schnitt | [ 62 ]       |
| 2021             | Massiv und Manuellsen                 | Es tut mir nicht leid            | Regie, Kamera und Schnitt | [ 26 ]       |
| 2022             | Silla, The Game, S7ven und Eko Fresh  | Pull Up                          | Regie, Kamera und Schnitt | [ 63 ]       |

### DVDs
| Veröffentlichung | Künstler  | Song                       | Aufgabenbereiche          | Quellen |
| ---------------- | --------- | -------------------------- | ------------------------- | ------- |
| 2014             | Massiv    | M10                        | Regie, Kamera und Schnitt | [ 64 ]  |
| 2014             | Alpa Gun  | Geboren um zu sterben      | Regie, Kamera und Schnitt | [ 65 ]  |
| 2014             | PA Sports | Desperadoz                 | Regie, Kamera und Schnitt | [ 66 ]  |
| 2015             | PA Sports | Bootcamp (Eiskalter Engel) | Regie, Kamera und Schnitt | [ 67 ]  |
| 2015             | Silla     | Silla der Thrilla (VAZH)   | Regie, Kamera und Schnitt | [ 68 ]  |

### Fernsehformate
| Veröffentlichung | Sender               | Titel                                     | Aufgabenbereiche  | Quellen |
| ---------------- | -------------------- | ----------------------------------------- | ----------------- | ------- |
| 2012             | RTL2                 | Der Jugendclub – Gemeinsam sind wir stark | Regieassistent    | [ 27 ]  |
| 2017             | KiKa von ARD und ZDF | 110. Timster – Hip Hop in Berlin          | Regie und Schnitt | [ 29 ]  |
| 2018             | KiKa von ARD und ZDF | Timster – Prominente und Medien           | Regie und Schnitt |         |
| 2018             | TNT Serie            | 4 Blocks                                  | Drohnen-Operator  | [ 3 ]   |

### Kurz- und Imagefilme
| Veröffentlichung | Titel                                  | Aufgabenbereiche          | Quellen |
| ---------------- | -------------------------------------- | ------------------------- | ------- |
| 2008             | Wie blind muss man sein?               | Regie, Kamera und Schnitt | [ 2 ]   |
| 2009             | Einer von Vielen                       | Regie, Kamera und Schnitt |         |
| 2013             | Aska Engel                             | Regie, Kamera und Schnitt |         |
| 2017             | Kevin-Prince Boateng – Born to perform | Regie, Kamera und Schnitt | [ 28 ]  |
| 2020             | Keine Zeit zum Denken                  | Kamera und Schnitt        | [ 69 ]  |